# Roma (volk)
De Roma (meervoud van Rom) of Romani zijn een van oorsprong nomadisch volk. De eerder gebruikelijke naam zigeuners wordt in de 21e eeuw als denigrerend beschouwd.
De oorsprong van de Roma ligt waarschijnlijk in het Indisch subcontinent. De bekendste groep in Europa zijn de Sinti. De term Roma kan zowel op het gehele volk als op een van de groepen slaan. Vooral op de Balkan en in westelijk Anatolië trekken nog Romavolkeren rond. In andere delen van de wereld is hun nomadische levenswijze al geruime tijd verboden, en leven zij vaak in woonwagenkampen, achterstandswijken of in normale huizen in dorpen of steden. De taal van de Roma is het Romani, hoewel dit eigenlijk niet één taal is maar een verzamelnaam voor meerdere talen. Met name in Spanje wordt ook Caló gesproken.

## Etymologie
Het woord zigeuner heeft voor velen een negatieve bijklank en wordt door veel Roma als discriminerend ervaren. Mogelijke herkomsten van het woord zigeuner zijn syngainder (1575) en zigeyner (1595), sinds 1840 als zigeuner geschreven. Sommigen denken dat het woord afkomstig is van het Hongaarse cigány of het Latijnse secanus. Een andere uitleg is dat zigeuner via tsigan afgeleid is van het Griekse athingani, (Αθίγγανοι, enkelvoud athinganos, Ἀθίγγανος). Dit zou verband houden met een oude sekte in Thracië en Klein-Azië in de Byzantijnse tijd, waartoe de Roma werden gerekend en die in verband werd gebracht met de Indiase „onaanraakbaren“. De meest gangbare etymologie van het woord is de afleiding van het Griekse werkwoord "thinganein", θιγγάνειν, "aanraken") plus het ontkennende alfa-voorvoegsel, dus "onaanraakbaren". De term Tsigan werd al in de 14e eeuw in het Roemeens gebruikt, terwijl de eerste Roma pas in de 15e eeuw in Duitsland aankwamen.
Overigens denkt men in Roemenië anders over het woord Roma: in Roemenië moeten Roma als het aan de regering ligt net als vroeger weer zigeuners worden genoemd. De Servische krant Politika meldde begin december 2010 dat er vanuit de Roemeense hoofdstad Boekarest een wetsvoorstel bij het parlement was ingediend. De Roemeense president Traian Băsescu zei dat er jaren eerder een grote fout was gemaakt door zigeuners Roma te noemen. Daar Roemenen vaak worden verward met de naam Roma geeft dat elders in Europa veel spraakverwarring.
De Engelse naam gypsy en de Spaanse naam gitano zijn van "Egyptisch" afgeleid. Veel Roma verklaarden dat ze uit Egypte kwamen. Dit kan heel goed zijn oorsprong hebben in de verhalen van de Roma die ze elkaar vertelden. Hierin zitten veel raakvlakken met de Joden die na hun vlucht uit Egypte in de woestijn zouden hebben rondgedoold. Ook wordt verondersteld dat ze tot de mammelukken behoorden die van 1250 tot 1811 in Egypte regeerden, hoewel dit meer dan twijfelachtig te noemen is (of zelfs onwaar).
Een andere benaming voor de Roma is het Franse bohémiens. Kennelijk hebben door Frankrijk trekkende Roma de Fransen verteld dat ze uit Bohemen kwamen, wat ook deels klopte.

## Geschiedenis

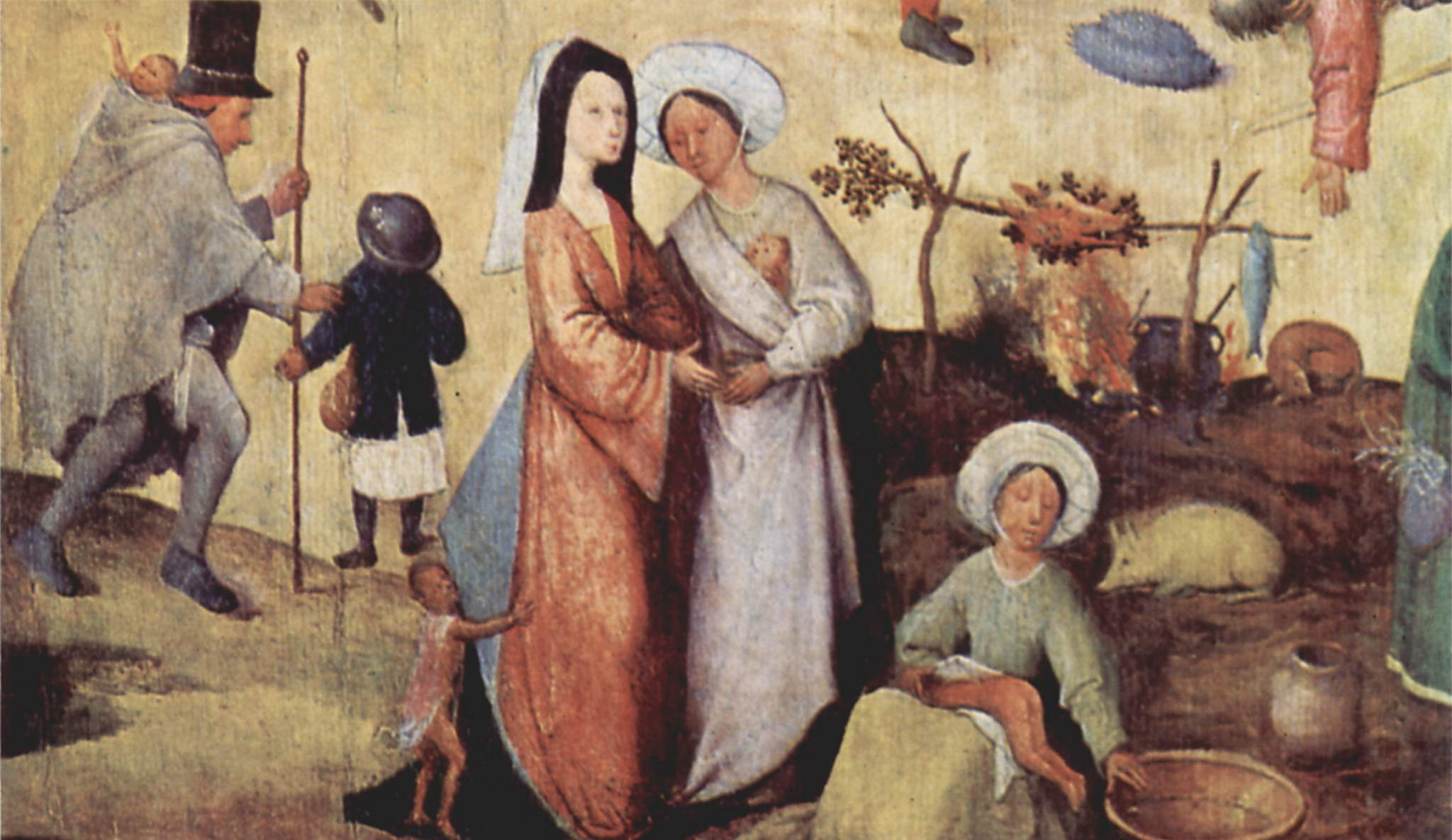
Jheronimus Bosch en/of atelier: Hooiwagen-drieluik. Detail met twee Romavrouwen, te herkennen aan hun opvallende witte hoofddeksel, de bern (ca. 1515).

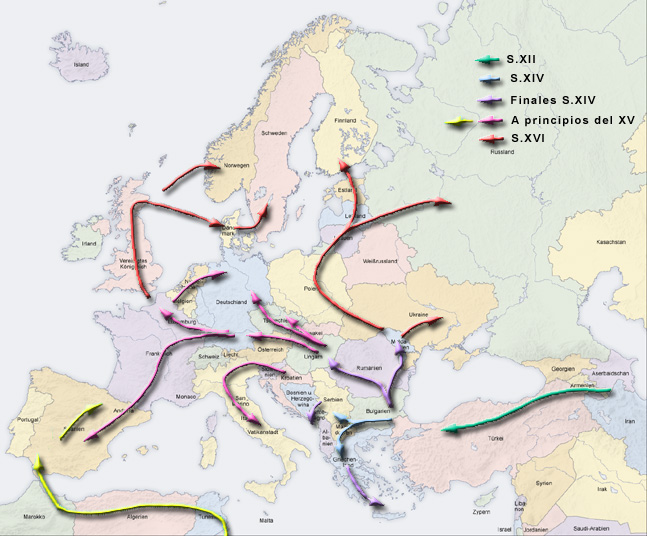
Voornaamste migratieroutes van de Roma

De geschreven bronnen over oorsprong en verspreiding van de Roma zijn schaars. Hoewel de schriftelijk overgeleverde kennis inmiddels is aangevuld met kennis uit taalkundig en genetisch onderzoek, staan de feiten nog steeds niet helemaal vast.
Wel is men het erover eens dat het oervolk van de Roma leefde in Noordwest-India, bij de grens met het huidige Pakistan. Voorheen gingen historici ervan uit dat het zwervende bestaan van de Roma onvrijwillig werd ingezet door aanvallen van de Afghaanse heerser Mahmoud van Ghazna rond het jaar 1000. Hij drong vaak Noord-India binnen en nam dan jongens en mannen als slaven mee en jonge meisjes als dienaressen. Van Ghazna komt het Romani woord gadjo, hetgeen betekent vreemdeling voor wie je moet opletten. Recent genetisch onderzoek komt daarentegen tot de conclusie dat de migratie van de Roma richting Europa al vijf eeuwen eerder, dus rond het jaar 500, moet zijn begonnen. Toen deze slavenvolken hun vrijheid verwierven, hadden ze geen territorium waar ze zich konden vestigen. De groepen trokken naar het westen en verdienden hun geld met handel, diverse ambachten en vermaak met muziek en dans. Het waren vaak kundige vaklieden, stammend uit de laagste kasten, de onaanraakbaren, met specialisaties zoals metaalbewerking of paardentemmerij, maar ook prostitutie, bedelen en criminaliteit. Het is bekend dat zij niet onbemiddeld waren. In Europa aangekomen, vestigden de Roma zich eerst op de Balkan, waarna zij zich verder over Europa verspreidden.
Hun gemeenschappelijke taal is verwant aan het Hindi. De aanwezigheid van veel Griekse elementen in de Romataal is te verklaren uit het feit dat de Roma enkele eeuwen in het Byzantijnse Rijk hebben verbleven, waar Grieks de voertaal was. Ook hebben zij veel leenwoorden uit de landen waarin zij verbleven of doorheen zijn getrokken, zo ziet men Perzisch,Turks, Afghaans en andere talen terug in de vocabulaire van de Roma, afhankelijk van welke route zij hebben gehad.
Rond 1400 begon de stigmatisering van deze groepen, die door de Kerk en overheid als heidenen werden beschouwd. Recent onderzoek heeft aangetoond dat pas na deze periode hun welvaart enorm afnam. Uiteindelijk heeft dit geleid tot de neerwaartse spiraal van armoede waarin dit volk is terechtgekomen.
Tijdens het Romacongres van 1971 in Londen bepaalde deze groep dat zij voortaan Roma zouden heten. Benamingen als zigeuner, gipsy en gitano kwamen hiermee te vervallen. De Roma introduceerden een volkslied, een wapen en een vlag en werden zo één (landloos) volk. De Sinti blijven er desondanks de voorkeur aan geven om van Roma en Sinti te spreken.

## Verspreiding

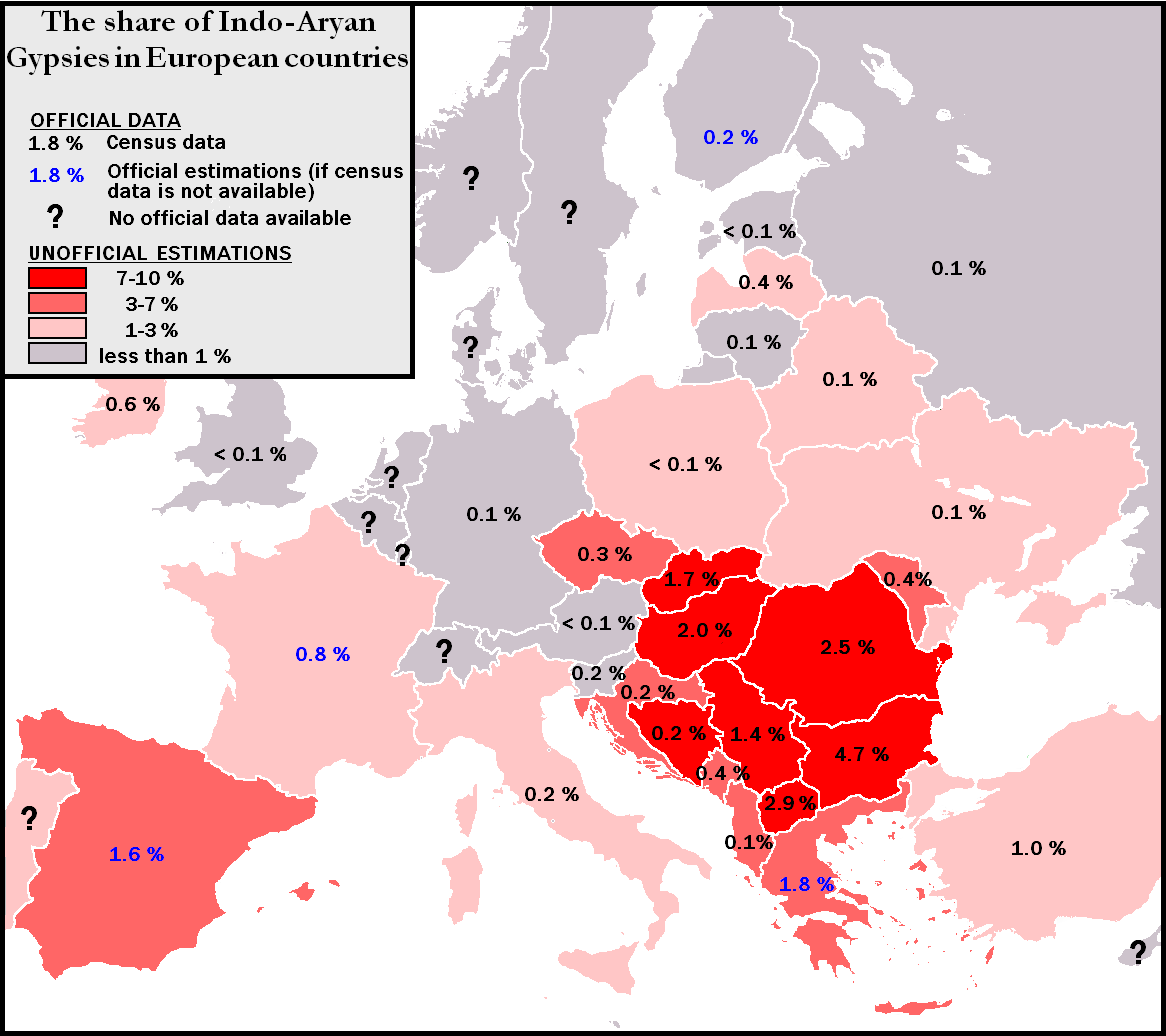
Aandeel Roma in de bevolking van landen in Europa

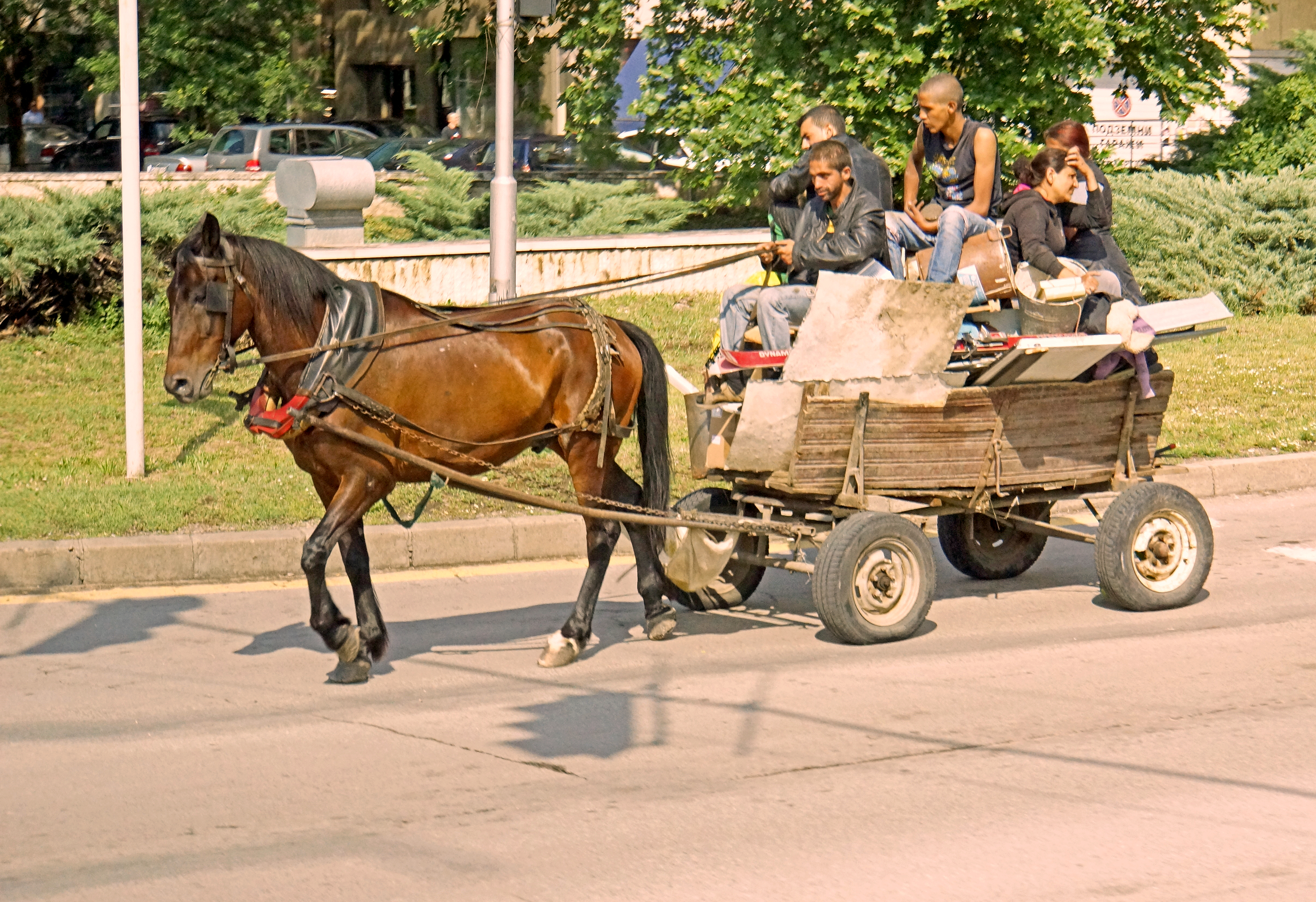
Een groep Bulgaarse Roma met paard en wagen

Wereldwijd leven er naar schatting ongeveer 8 tot 16 miljoen Roma (het kunnen er enkele miljoenen meer zijn want geen enkel land heeft een correcte telling). Volgens een onderzoek van de Raad van Europa leefden er in 2012 in Europa alleen al 11 tot 16 miljoen Roma, hetgeen tussen de 1-2% van de Europese bevolking was. Verreweg de meesten wonen op de Balkan. Ook in de rest van de wereld zijn Roma te vinden, vooral in Amerika, de voormalige Sovjet-Unie, West-Europa, het Midden-Oosten en Noord-Afrika. Roma dienen te worden onderscheiden van woonwagenbewoners of zogenoemde reizigers.
| Land                  | Officieel (zelf-identificatie)               | Officieel (zelf-identificatie) | Schatting (Raad van Europa) | Schatting (Raad van Europa) | Schatting (Raad van Europa) | Schatting (Raad van Europa) | Zie ook                       |
| Land                  | Aantal                                       | %                              | Min.                        | Max.                        | Gem.                        | % (gemiddeld)               | Zie ook                       |
| --------------------- | -------------------------------------------- | ------------------------------ | --------------------------- | --------------------------- | --------------------------- | --------------------------- | ----------------------------- |
| Turkije               | onbekend                                     | onbekend                       | 500.000                     | 5.000.000                   | 2.750.000                   | 3,78%                       | Roma in Turkije               |
| Roemenië              | 621.573                                      | 3,25%                          | 1.200.000                   | 2.500.000                   | 1.850.000                   | 8,63%                       | Roma in Roemenië              |
| Rusland               | 204.958                                      | 0,15%                          | 450.000                     | 1.200.000                   | 825.000                     | 0,58%                       | Chaladytka Roma               |
| Bulgarije             | 325.343                                      | 4,87%                          | 700.000                     | 800.000                     | 750.000                     | 9,94%                       | Roma in Bulgarije             |
| Hongarije             | 315.583                                      | 3,18%                          | 500.000                     | 1.000.000                   | 750.000                     | 7,49%                       |                               |
| Spanje                | onbekend                                     | onbekend                       | 500.000                     | 1.000.000                   | 750.000                     | 1,63%                       |                               |
| Servië                | 147.604                                      | 2,05%                          | 400.000                     | 800.000                     | 600.000                     | 8,23%                       | Roma in Servië                |
| Slowakije             | 111.889                                      | 1,96%                          | 380.000                     | 600.000                     | 490.000                     | 9,02%                       | Roma in Slowakije             |
| Frankrijk             | onbekend                                     | onbekend                       | 300.000                     | 500.000                     | 400.000                     | 0,62%                       |                               |
| Oekraïne              | 47.586                                       | 0,10%                          | 120.000                     | 400.000                     | 260.000                     | 0,57%                       | Roma in Oekraïne              |
| Tsjechië              | 12.852                                       | 0,12%                          | 200.000                     | 250.000                     | 200.000                     | 1,90%                       | Roma in Tsjechië              |
| Noord-Macedonië       | 53.879 (excl. Balkan-Egyptenaren en Ashkali) | 2,66%                          | 134.000                     | 260.000                     | 197.000                     | 9,56%                       | Roma in Noord-Macedonië       |
| Griekenland           | onbekend                                     | onbekend                       | 50.000                      | 300.000                     | 175.000                     | 1,55%                       |                               |
| Albanië               | 8.301 (excl. Balkan-Egyptenaren)             | 0,30%                          | 80.000                      | 150.000                     | 115.000                     | 3,59%                       | Roma in Albanië               |
| Moldavië              | 9.323                                        | 0,31%                          | 14.200                      | 200.000                     | 107.100                     | 3,01%                       |                               |
| Bosnië en Herzegovina | 12.583                                       | 0,36%                          | 40.000                      | 76.000                      | 58.000                      | 1,54%                       | Roma in Bosnië en Herzegovina |
| Wit-Rusland           | 6.848                                        | 0,07%                          | 25.000                      | 75.000                      | 47.500                      | 0,50%                       | Roma in Wit-Rusland           |
| Kosovo                | 35.784 (incl. Balkan-Egyptenaren en Ashkali) | 2,06%                          | 25.000                      | 50.000                      | 37.500                      | 2,07%                       |                               |
| Kroatië               | 16.975                                       | 0,40%                          | 30.000                      | 40.000                      | 35.000                      | 0,79%                       | Roma in Kroatië               |
| Polen                 | 17.049                                       | 0,04%                          | 15.000                      | 60.000                      | 32.500                      | 0,09%                       | Roma in Polen                 |
| Montenegro            | 6.251 (excl. Balkan-Egyptenaren en Ashkali)  | 1,01%                          | 15.000                      | 25.000                      | 20.000                      | 3,17%                       | Roma in Montenegro            |
| Letland               | 6.489                                        | 0,31%                          | 9.000                       | 16.000                      | 12.500                      | 0,56%                       |                               |
| Slovenië              | 3.246                                        | 0,17%                          | 7.000                       | 12.000                      | 8.500                       | 0,41%                       | Roma in Slovenië              |
| Nederland             | 3.500                                        | 0,02%                          | 2.000                       | 6.000                       | 4.000                       | 0,02%                       |                               |
| Litouwen              | 2.115                                        | 0,07%                          | 2.000                       | 4.000                       | 3.000                       | 0,09%                       |                               |

## Groepen

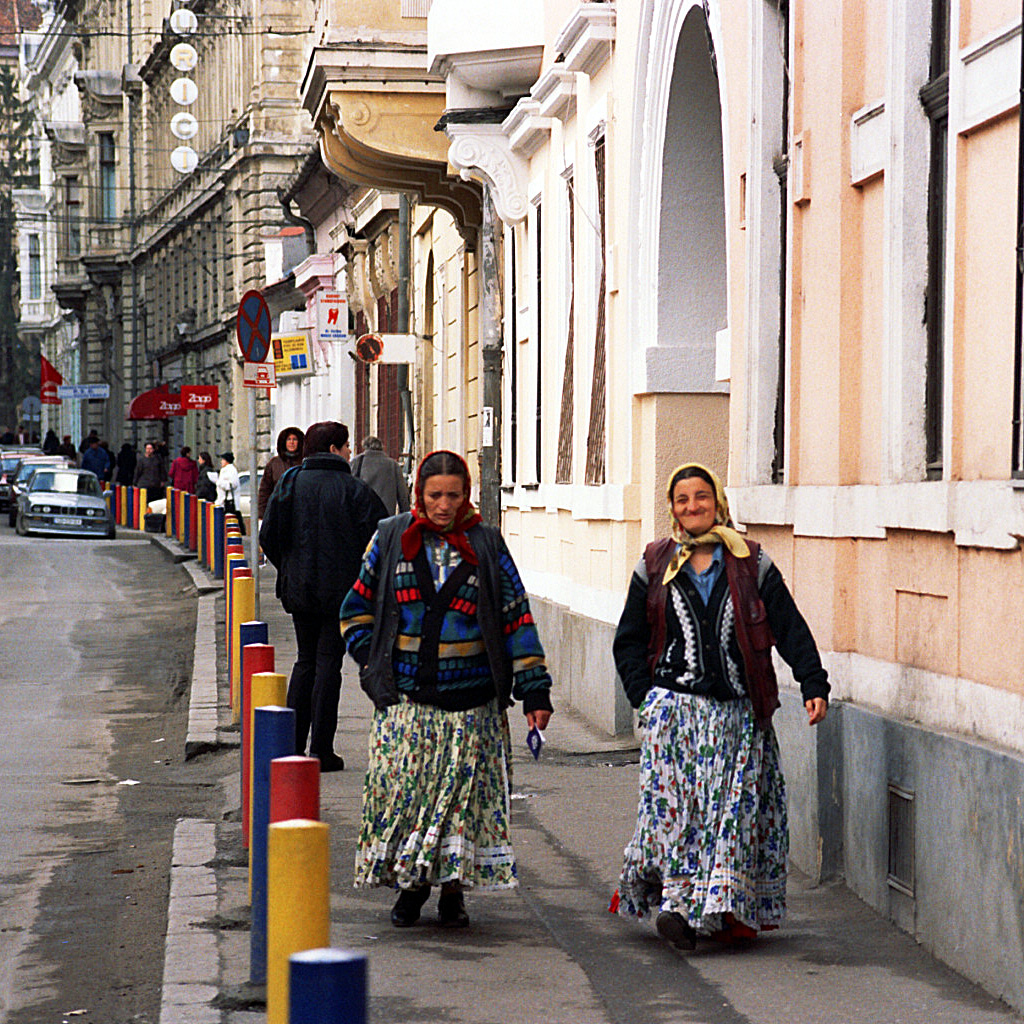
Twee romavrouwen in Cluj-Napoca, Roemenië

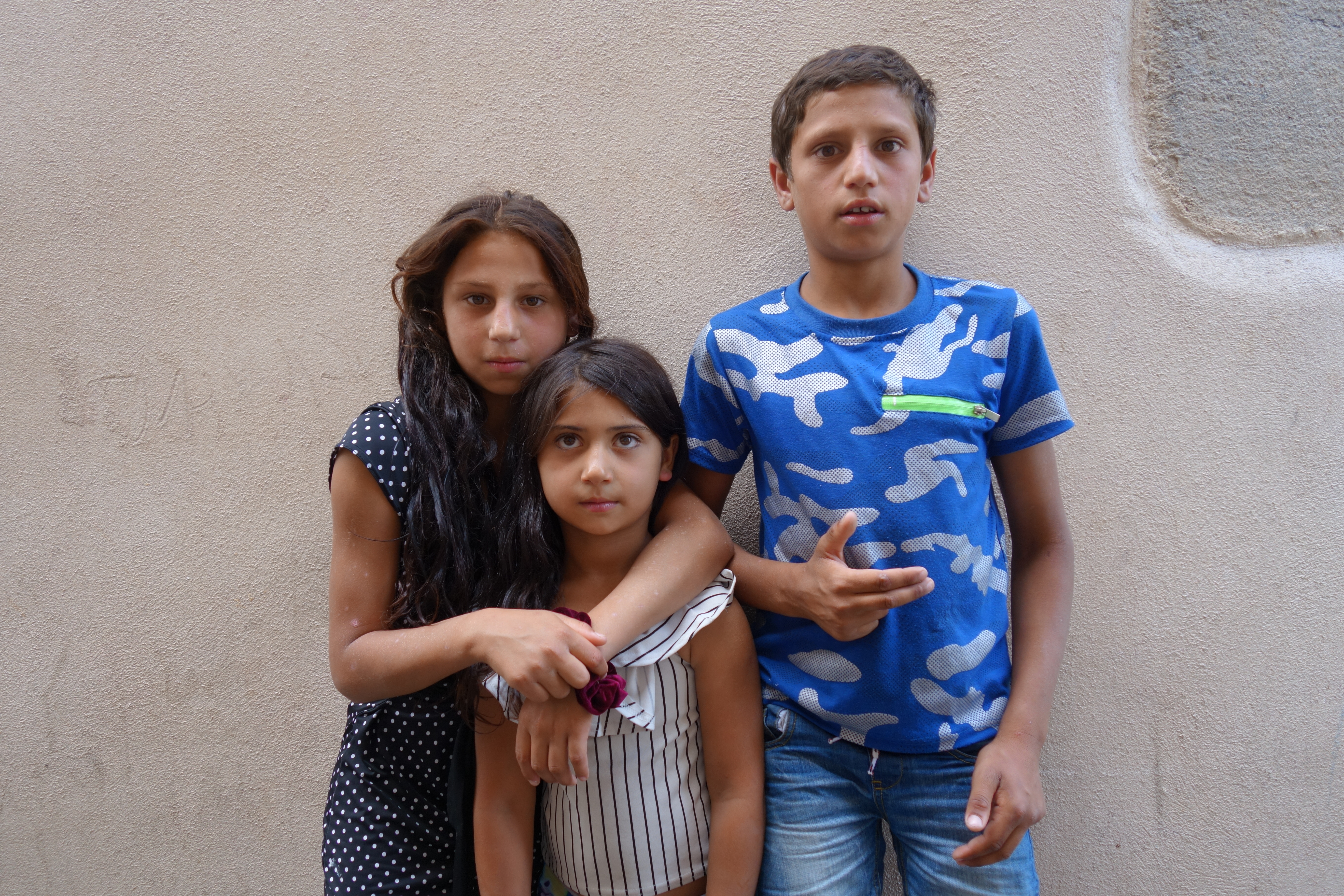
Kinderen van Romani afkomst in Saint-Étienne, Frankrijk

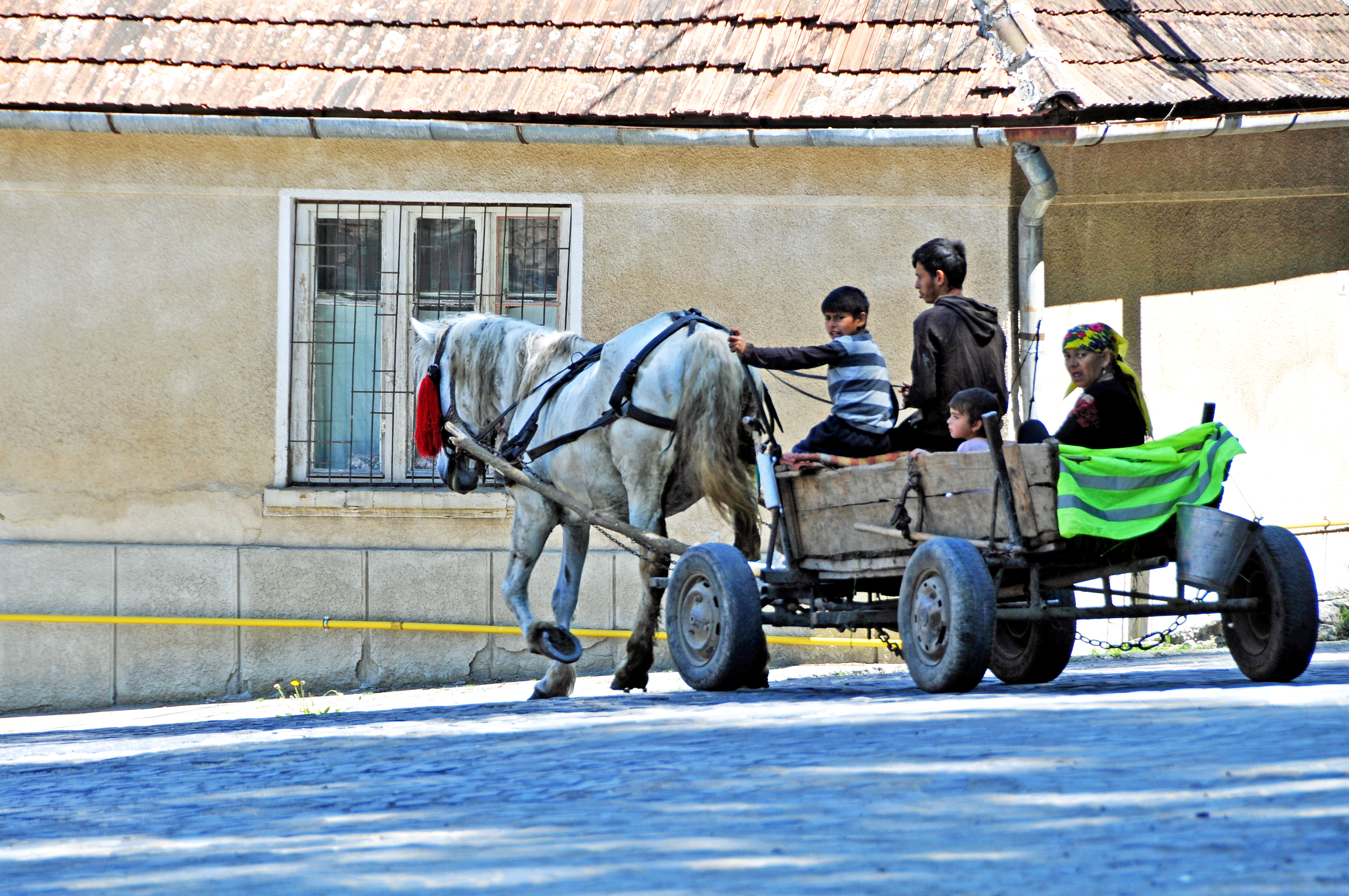
Roemeense Roma met paard en wagen

Het Romavolk is opgedeeld in verschillende groepen, vooral gebaseerd op hun woonplaats, hun gewoontes en hun dialect. De belangrijkste vijf groepen zijn:
Erlides (of ook Arlije, Yerli)een groep van moslim Xoraxai die zich vooral in Zuidoost-Europa (onder meer Macedonië, voornamelijk in Shutka in Skopje (het grootste Romagetto van de wereld) en in Kosovo) en Turkije bevindt.
Kale(letterlijk "zwart", verwant aan het Hindi-woord kala met dezelfde betekenis, zie ook Ashkalije, de Zwarten) of Gitanos: (verwant aan de term 'zigeuners', denigrerend), een groep die vooral op het Iberisch Schiereiland, in Zuid-Frankrijk en in Noord-Afrika leeft. Net als de Sinti, waren de Kale traditioneel werkzaam in de vermaaksindustrie.
Kalderari(ook Kalderash), veruit de grootste groep, die vooral op de Balkan leeft. Velen van hen vertrokken naar Centraal-Europa en Noord-Amerika.
Romnichaleen groep die vooral in Groot-Brittannië en Noord-Amerika leeft.
SintiHoewel de meeste Sinti zich als aparte etnische groep zien, zijn ze Roma. Het onderscheid is er eerder gekomen doordat de Roma in verschillende fasen in West-Europa terechtkwamen. De Sinti onderscheiden zich van andere Roma doordat ze langer in het Westen wonen en het materieel vaak beter hebben. De meeste Sinti wonen in Frankrijk, Duitsland en de Benelux. Het beeld dat velen in West-Europa vroeger en nog steeds van de Roma hebben, komt waarschijnlijk van deze groep. De Sinti hadden vroeger de gewoonte veel rond te reizen en met circussen en kermissen op te treden. In België en Frankrijk noemen de Sinti zich Manush, dat in het Frans Manouche geworden is. In Nederland en België wonen er enkele duizenden. In Nederland wonen ze vooral verspreid over Noord-Brabant en Limburg. Ook in Nieuwegein leeft een grote gemeenschap.
SepečidesDe Sepečides (mandenvlechter) van Griekenland en Turkije ontlenen hun naam aan dit beroep. Voor 1920 migreerden ze rond Thessaloniki in Griekenland en waren ze  Xoraxai (moslim). Na de Grieks-Turkse oorlog zouden alle moslims Griekenland moeten verlaten en alle christenen Turkije. Een deel van de Sepečides Roma aanvaardde het Grieks-orthodoxe geloof, het grootste deel van de Sepečides bleef moslim en emigreerde in 1923 naar Turkije.
De vijf groepen zijn op hun beurt weer op te delen in kleinere groepen, zoals:
| - Apa - Arlije - Ashkalije - Bashaldé - Boyash | - Churari - Gurbeta - Lăutari - Lovara of Lovari - Ludar | - Luri - Machvaya of Machwaya - Romungre - Rudara of Rudari - Tschurara | - Ungaritza - Ursare - Xoraxai |

## Religie

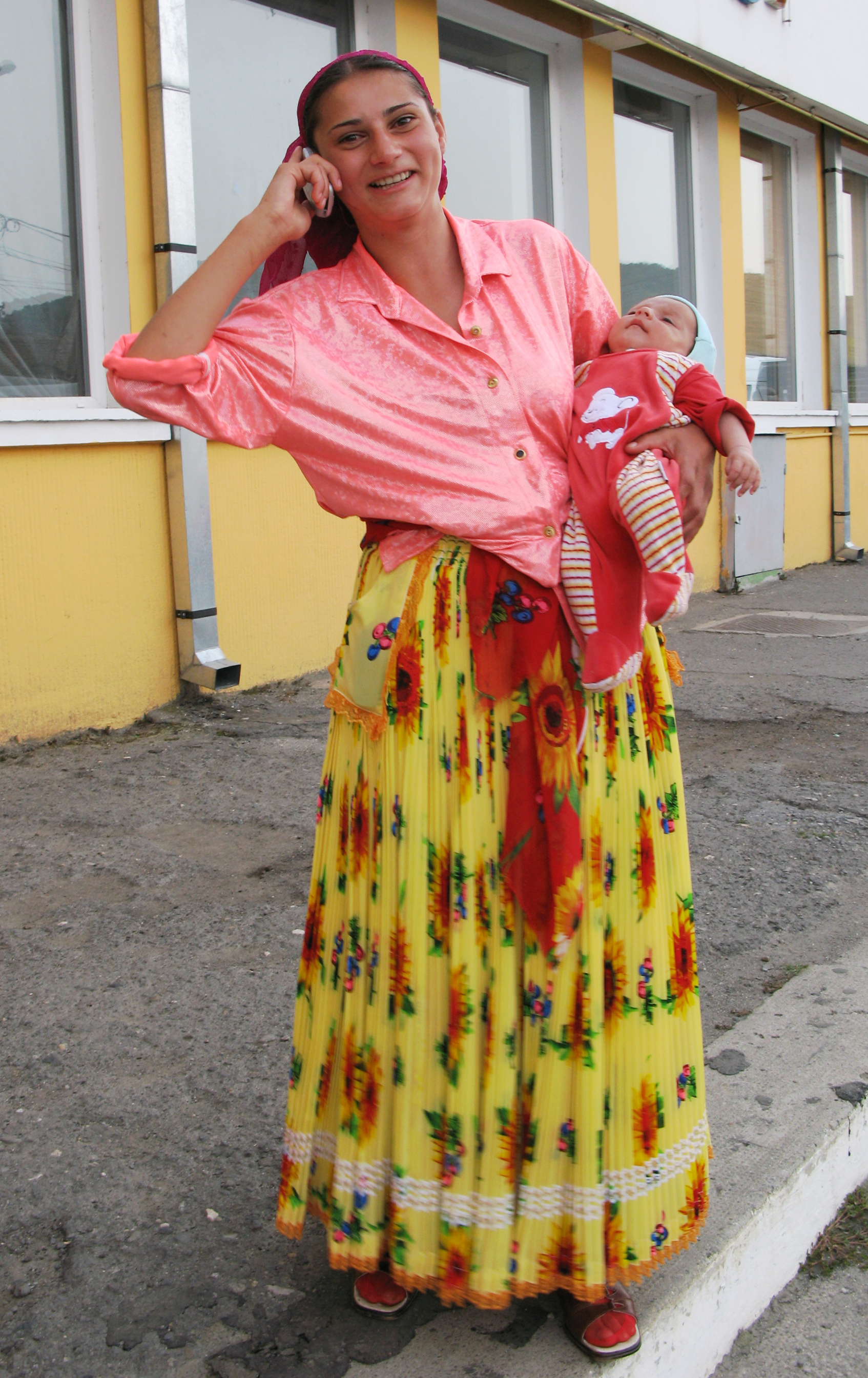
Roemeense Romavrouw met kind in Sighișoara

De meeste Roma hebben de dominante religie van het land of de regio waar zij verblijven al heel lang geleden aangenomen. Toch namen zij niet alle gebruiken over en hielden zij ook aan enkele van hun eigen gewoontes en gebruiken vast. In Oost-Europa zijn de meeste Roma, oosters-orthodox en moslim evenals in Turkije en Egypte als Midden-Oosten islamitisch en in West-Europa katholiek of protestant. 
Kenmerkend voor de religie onder de Roma is het geloof in het bovennatuurlijke. Veel van deze gebruiken kennen hun oorsprong in India en behoren ook tot het geloof van de hindoes.
Christelijke en islamitische Roma verschillen sterk in cultuur. De islamitische Roma hebben de moslimcultuur omarmd.
In veel landen hebben de christelijke Roma hun eigen kerken opgericht, met eigen gebruiken maar vaak wel behorend tot het christendom. Een andere ontwikkeling onder de christelijke Roma is dat ze zich niet langer protestant maar evangelicaal noemen en niet graag met het protestantisme worden geassocieerd. Inmiddels zijn er duizenden geloofsgemeenschappen. Er bestaat niet één Romakerk. Vaak hebben ze zich bij bestaande kerken gevoegd. Zo zijn er in Roemenië en Chili groepen die zich bij de zevendedagsadventisten hebben gevoegd.
Voor Katholieke Roma geldt Kali Sara of Sara-la-Kali als hun beschermheilige. Deze beschermheilige wordt altijd afgebeeld als een zwarte vrouw gehuld in gewaden zoals die waarin Maria ook vaak wordt afgebeeld. Waarschijnlijk is Sint Sara een gekerstende versie van de Hindoe-godin Kali. In Saintes-Maries-de-la-Mer in de Franse Camargue bevindt zich een bedevaartsoord gewijd aan Sint Sara-la-Kali waar jaarlijks in mei duizenden katholieke Roma samenkomen.

## Vermaak

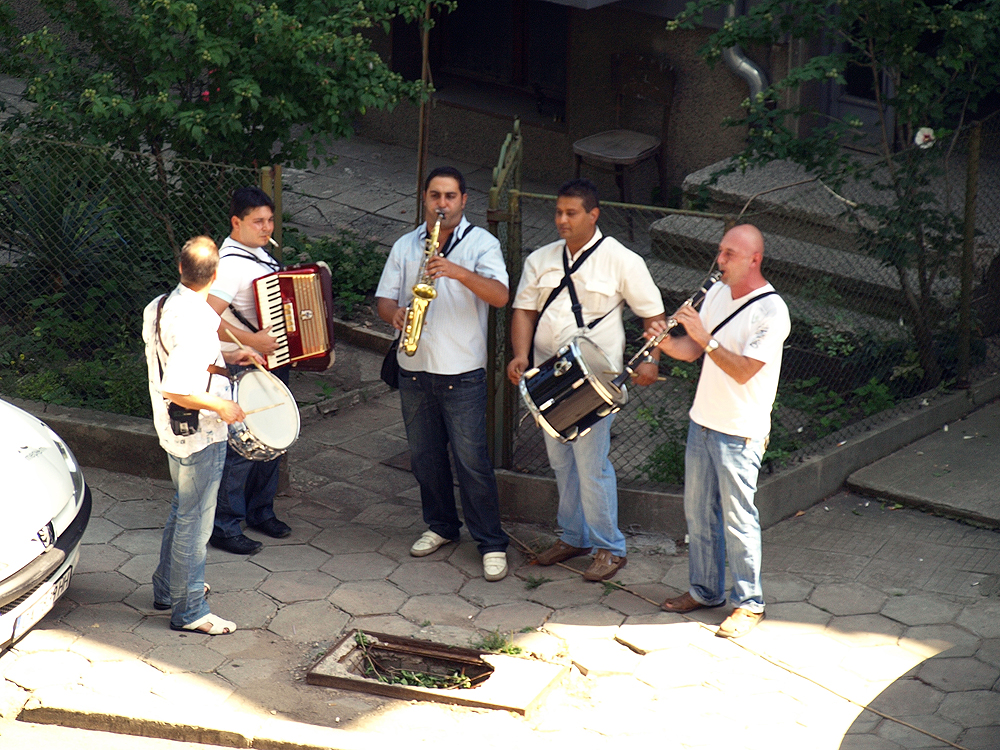
Zigeunerorkest in Sofia, Bulgarije

Het bieden van volksvermaak was voor Roma altijd een acceptabele manier om aan de kost te komen. Een stereotiep voorbeeld is de oude vrouw die op de kermis als waarzegster met een kristallen bol optreedt. Ook het hand- en kaartlezen wordt veel uitgevoerd. Een ander stereotype is dat van de zigeuner als virtuoos en bevlogen muzikant, viool of gitaar spelend in een zigeunerorkest. Heel wat Romamuzikanten hebben via deze weg nationale of internationale roem verworven. Zo wordt Django Reinhardt als een van de beste jazzgitaristen beschouwd.

## Cultuur, tradities en taal

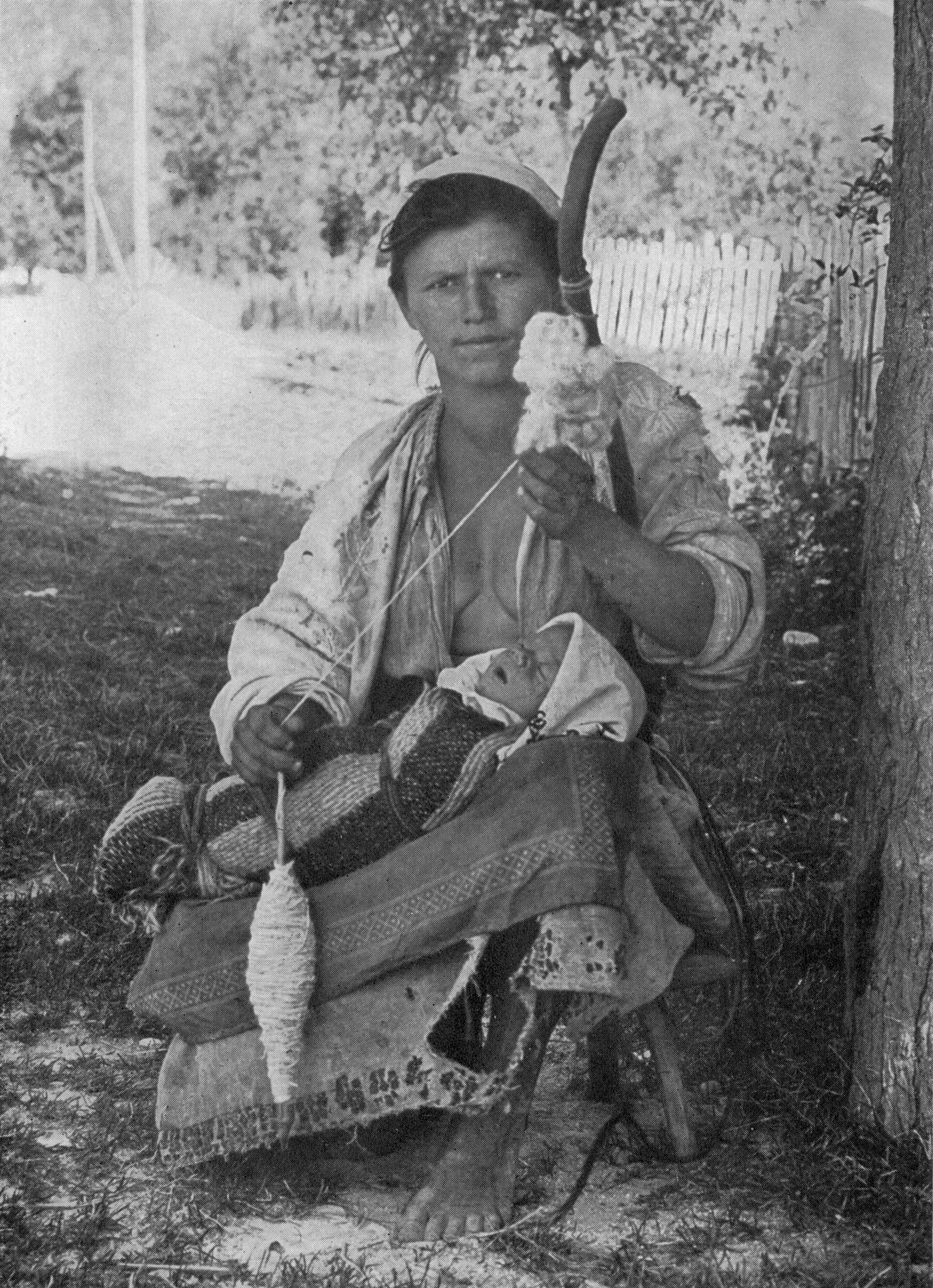
Hongaarse Roma met kind, 1917

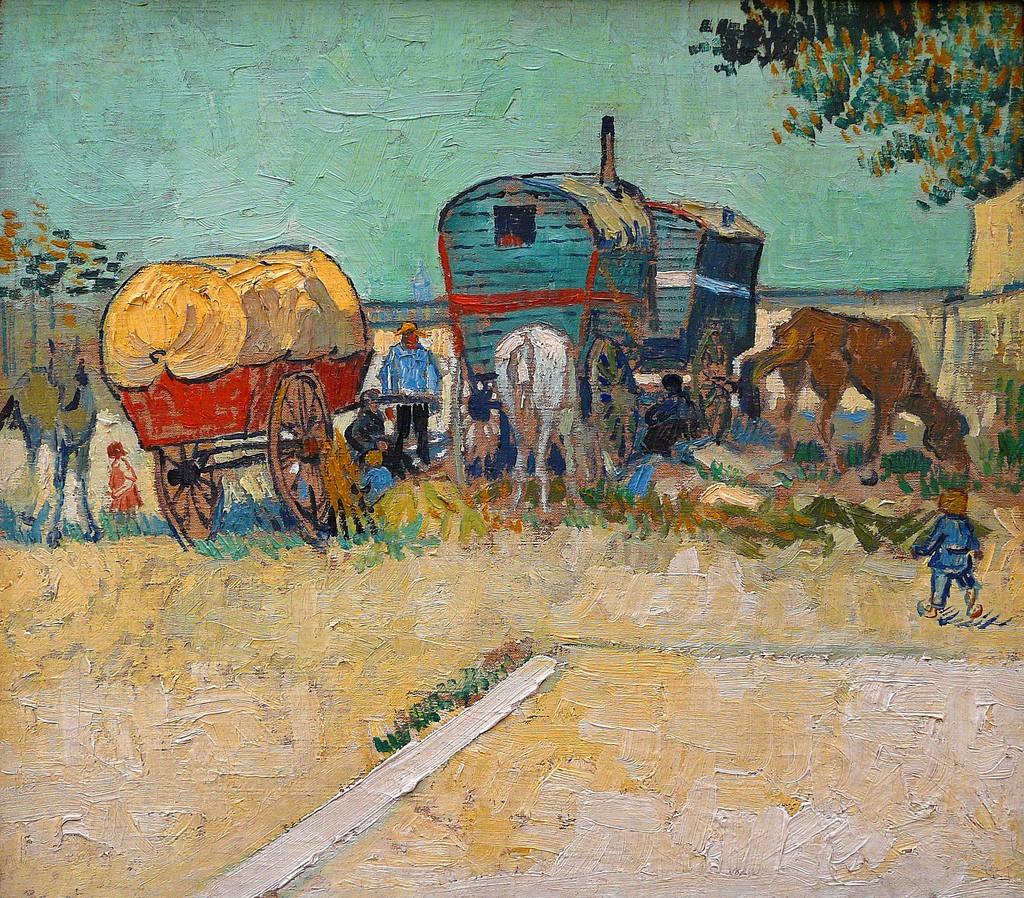
Vincent van Gogh: Woonwagens van de zigeuners met uitgespannen paarden bij Arles (1888)

Bij de Roma speelt het gezin een grote rol. De oudere generatie geniet respect en heeft autoriteit. De gemeenschap is gebaseerd op verplichte solidariteit.
Een gedeelte van de Roma groepen hechten traditioneel weinig waarde aan onderwijs. Hun taal, het Romani, is een spreektaal zonder schriftelijke traditie. Lezen en schrijven worden daarom niet belangrijk geacht. Nog altijd is het schoolverzuim onder sommige groepen Roma bijzonder hoog. Zij nemen nauwelijks deel aan het middelbaar onderwijs. De scholingsgraad onder de Roma is dan ook zeer laag, het analfabetisme bijzonder hoog. Maar dit verschilt per Roma-groepering.
Er zijn veel tradities en rituelen rondom geboorte, huwelijk en overlijden. Meisjes worden veelal op jonge leeftijd uitgehuwelijkt, waar soms een bruidsschat tegenover staat. Seks voor het huwelijk is streng verboden. Trouwen buiten de eigen gemeenschap wordt ontmoedigd, maar tegenwoordig gaan zeker in Nederland steeds meer Roma een relatie met een 'Gadjo' (niet-Roma) aan. Nadat het huwelijk is voltrokken wordt de vrouw gezien als het bezit van de man. De vrouw volgt hierbij bevelen van de man op. De man is gerechtigd zijn vrouw te slaan, hetgeen gezien wordt als een teken van liefde. Er zijn ook Roma etniciteiten die Europese waarden en normen hebben. Deze wonen meestal in minder grote gemeenschappen. Roma groepen die traditioneler van aard zijn kijken soms neer op Roma die de cultuur minder uitdragen, zoals het niet dragen van traditionele Roma kledij of studeren.
De Roma hebben een andere visie op eigendomsrecht dan gangbaar is in Westerse samenlevingen. Diefstal is niet noodzakelijk iets negatiefs. Het is volgens Roma een manier om aan te tonen handiger te zijn dan het slachtoffer. Roma-deskundige Alain Reyniers stelt: "De zigeuner ziet de wereld van de gadze als een fruitboom, waarvan hij vruchten plukt, zoveel hij maar kan. Wanneer er niet meer te plukken valt, moet hij van boom veranderen, veranderen van terrein, woonruimte, leefruimte, werkruimte".
Volwassen Roma kennen een lagere arbeidsparticipatie dan de gemiddelde Nederlander. De criminaliteitscijfers liggen hoger.
Doordat de Roma aan hun eigen cultuur en traditie vasthouden, en zich als groep van de rest van de samenleving isoleren, verloopt hun integratie in Nederland moeizaam.
De Roma spreekt twee talen, waarvan de Romanes (Romani of Rom) de meest gebruikte is. De taal is verwant aan het Sanskriet en het Hindi en Romanes bevat vele Griekse elementen. Ook bestaat er het Caló, maar dat wordt niet vaak gebruikt.

## Discriminatie

### Vernietiging van de Roma tijdens de Tweede Wereldoorlog
De nazi's en hun handlangers vermoordden gedurende de Tweede Wereldoorlog naar schatting 400.000 Roma in de Porajmos, parallel aan de Holocaust. De nazi's zagen de Roma als asociaal en crimineel en beschouwden hen niet als een Europees volk. Tijdens Aktion Reinhard werd er begonnen met de grootschalige vernietiging van het Romavolk.
Het bekendste Nederlandse slachtoffer is het Sinti-meisje Settela Steinbach. Tijdens een van de deportaties werd zij in de trein op weg naar Auschwitz gefilmd: een meisje met een hoofddoek, dat tussen de deuren van een vertrekkende goederenwagon naar een spelend hondje kijkt. Dit beeld was in documentaires lange tijd een icoon van de deportaties van Joden uit Nederland. In 1994 kwam men achter haar werkelijke identiteit.

### 21e eeuw

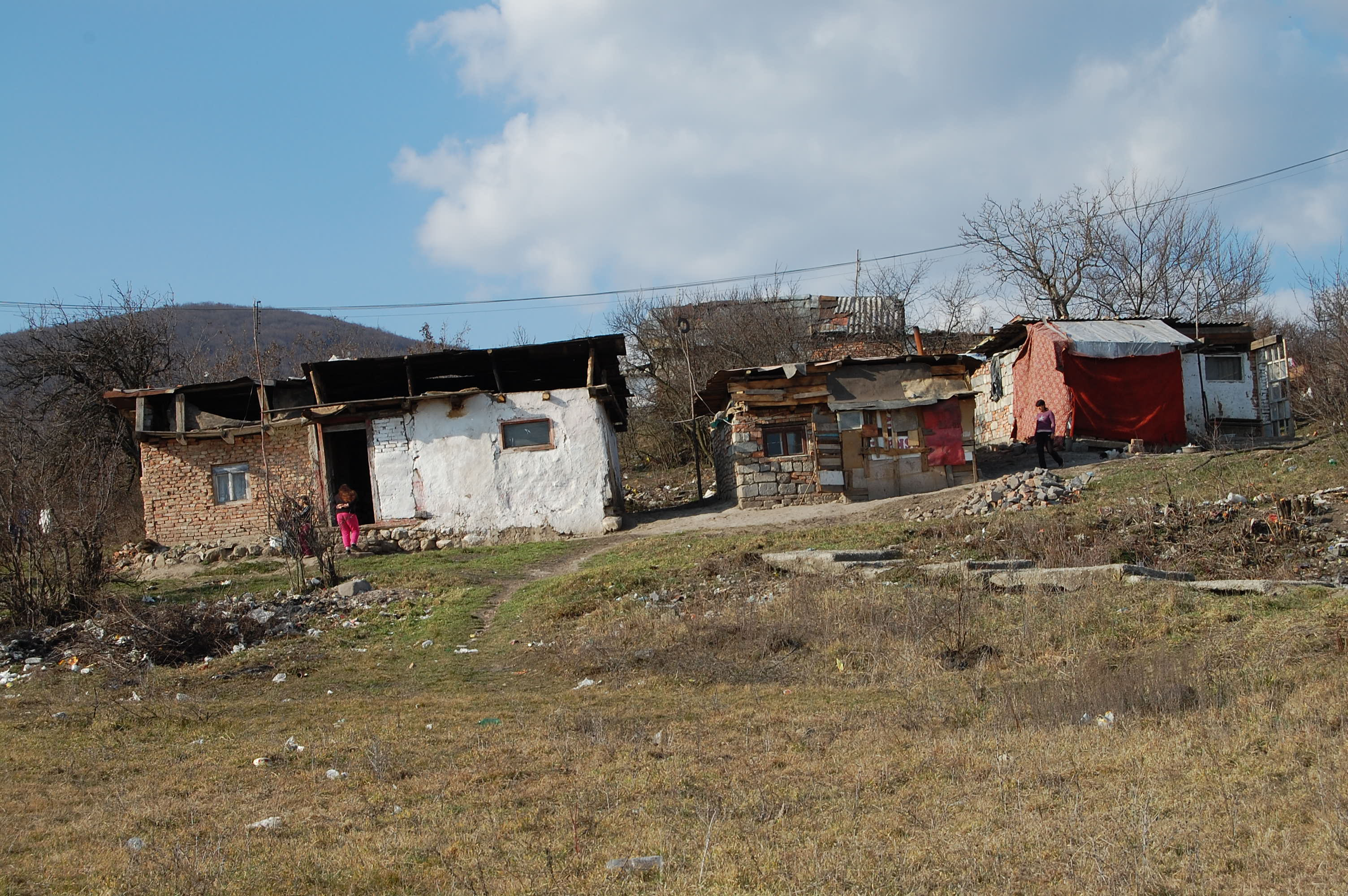
Romawoningen in Slowakije, 2008

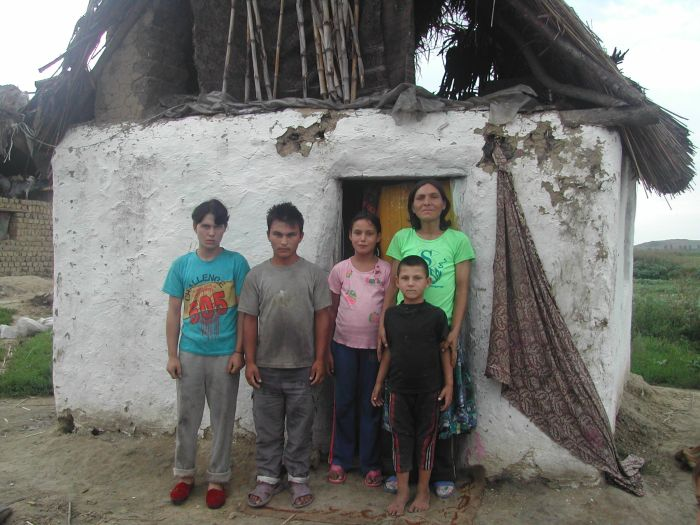
Romafamilie in West-Roemenië, 2007

Discriminatie van Roma komt nog voor, met name in Oost-Europa, waar ze veruit het talrijkst zijn. De nieuwe lidstaten en kandidaat-leden van de Europese Unie in deze regio trachten deze schijnbaar te beteugelen, maar er blijven zich incidenten voordoen. Met name Roemenië en Bulgarije krijgen doorlopende kritiek op de racistische houding van hun bevolking ten opzichte van de Roma. Zo stelde de Roemeense president Basescu dat Roma werk vermijden en rondkomen door te stelen. Eerder zei Basescu dat Roma mensen irriteren door te bedelen en wellicht ergerlijker zijn dan bankiers die tientallen miljarden doen verdwijnen uit de bank. Acht landen hebben zich verenigd in het Decennium van de Roma, een initiatief dat gericht is op betere integratie van de Roma.
De Arnhemse officier van justitie M. van Elsdingen deed tijdens een requisitoir in 2004 tegen een Rom uit Ede de volgende uitspraken: "Als we spreken over zich misdragende voetbalsupporters of criminele Marokkanen, dan hebben we het over uitzonderingen. Want de meeste voetbalsupporters en Marokkanen zijn niet zo. Maar bij de Roma is dat anders. De Romagemeenschap houdt zich bezig met criminaliteit, met strafbare feiten. Inbraken plegen wordt bij hen heel gewoon gevonden. Ze onttrekken zich aan onze cultuur en dat kunnen we niet hebben."
De Romagemeenschap deed hierop aangifte wegens discriminatie, racisme en belediging. Het Openbaar Ministerie vond dat de uitspraken niet te ver gingen. Nadat het Openbaar Ministerie zich van de uitlatingen had gedistantieerd, liet ook de officier twee dagen later weten zijn woorden te betreuren. In een verklaring zegt het Openbaar Ministerie dat Van Elsdingen niet het merendeel van de Roma als verdachten van strafbare feiten heeft willen bestempelen.
De gemeenten waar veel Roma wonen hebben zich in het Platform Romagemeenten verenigd, om expertise uit te wisselen en om met de rijksoverheid te kunnen onderhandelen.
In een brief van de minister van Wonen, Wijken en Integratie uit 2009 schetst Eberhard van der Laan de problematiek:
"De drie belangrijkste probleemvelden zijn disproportioneel hoge criminaliteit, extreem hoog schoolverzuim, en overlast. Vooral sociaal-culturele factoren spelen een belangrijke rol bij de oorzaak van deze problemen. Roma-gemeenten signaleren dat Roma oververtegenwoordigd zijn in de criminaliteitscijfers. Zo laten cijfers van de gemeente Nieuwegein zien dat een groot aantal Roma valt onder de categorie veelplegers. Onder die groep zijn relatief veel Roma jongeren. Van de Roma jongeren onder de 18 jaar heeft naar schatting een kwart een strafblad. Bij de overige bevolking uit die leeftijdscategorie is dat 2%. Boven de 18 jaar heeft naar schatting ruim driekwart van de Roma een strafblad vergeleken met 15% van de overige Nieuwegeinse bevolkingsgroep uit die categorie".
Het programma Nieuwsuur kwam in 2018 met het nieuws dat er naar schatting honderden Roma-kinderen in Nederland worden uitgebuit en gebruikt voor criminele doeleinden. De Nederlandse overheid zou deze Roma-kinderen onvoldoende bescherming bieden.

## Televisieseries
- Gypsy Sisters, Amerikaanse realityserie over een aantal zigeunerzussen
- My Big Fat American Gypsy Wedding, Amerikaanse realityserie over zigeunerhuwelijken
- Bij ons op het kamp, Nederlandse realityserie over mensen die wonen op een woonwagenkamp, bestaande uit onder andere reizigers, Roma en Sinti[37]